# Maria di Bohun
Maria di Bohum (1368 circa – Peterborough, 4 giugno 1394) è stata la prima moglie di Enrico IV d'Inghilterra e la madre di Enrico V, anche se non fu mai regina, essendo morta prima che il marito salisse al trono.

## Biografia
Maria era figlia di Humphrey di Bohun, VII conte di Hereford e Joan FitzAlan (1347/1348-1419), figlia di Richard FitzAlan, X conte di Arundel ed Eleanor of Lancaster. Per linea materna, Maria discendeva da Llywelyn the Great.
Maria e la sua sorella maggiore Eleanor de Bohun erano le uniche eredi dei possedimenti paterni. Eleanor sposò Tommaso Plantageneto, I duca di Gloucester, il figlio minore di Edoardo III. Nel tentativo di mantenere l'eredità per sé e per sua moglie, Tommaso fece pressioni sulla giovane Maria affinché divenisse suora, ma suo fratello Giovanni Plantageneto, I duca di Lancaster, e futuro suocero di Maria, la fece rapire dal convento per farle sposare suo figlio, il futuro Enrico IV. Questo non aiutò a rendere buono il rapporto tra i due fratelli.
Giovanni di Gaunt aveva progettato che il matrimonio fra Maria ed Enrico rimanesse non consumato fino a quando la ragazza non avesse compiuto sedici anni. Il suo progetto non andò in porto e Maria rimase incinta all'età di quattordici anni ma, sfortunatamente, mise al mondo un bambino che visse soltanto alcuni giorni.
Maria sposò Enrico, allora noto come Bolingbroke e non in linea diretta di successione al trono, il 27 luglio 1380 al Castello di Arundel, quando aveva poco più di dodici anni.
Partorì i suoi primi due figli al Castello di Monmouth, uno dei possedimenti del padre. Mise al mondo quello che sarebbe divenuto Enrico V d'Inghilterra all'età di sedici anni. Egli divenne prima Principe di Galles e successivamente re d'Inghilterra, con il nome di Enrico V, alla morte del padre. Dopo di lui nacquero ancora tre figli e due figlie fino al 1394.
I suoi figli furono:
- Edward nato e morto nell'aprile 1382; tumulato a Monmouth Castle, Monmouth
- Enrico V d'Inghilterra
- Tommaso Plantageneto, I duca di Clarence
- Giovanni Plantageneto, I duca di Bedford
- Umfredo Plantageneto, duca di Gloucester
- Bianca di Lancaster sposò nel 1402 Ludovico III del Palatinato
- Filippa di Lancaster sposò nel 1406 Eric di Pomerania, re di Danimarca, Norvegia e Svezia.

## Morte
Maria di Bohun morì nel castello di Peterborough, a causa della polmonite, il 4 giugno 1394.

## Ascendenza
|                                          |                                      |                                                | Genitori                                   |  |  | Nonni |  |  | Bisnonni                                |  |  | Trisnonni                                |  |
|                                          |                                      |                                                |                                            |  |  |       |  |  | Humphrey de Bohun, IV conte di Hereford |  |  | Humphrey de Bohun, III conte di Hereford |  |
|                                          |                                      |                                                |                                            |  |  |       |  |  | Humphrey de Bohun, IV conte di Hereford |  |  | Humphrey de Bohun, III conte di Hereford |  |
|                                          |                                      | Maud de Fiennes                                |                                            |  |  |       |  |  | Humphrey de Bohun, IV conte di Hereford |  |  |                                          |  |
| William de Bohun, I conte di Northampton |                                      |                                                |                                            |  |  |       |  |  | Humphrey de Bohun, IV conte di Hereford |  |  |                                          |  |
|                                          |                                      | Elizabeth di Rhuddlan                          | Edoardo I d'Inghilterra                    |  |  |       |  |  |                                         |  |  |                                          |  |
|                                          |                                      | Elizabeth di Rhuddlan                          | Edoardo I d'Inghilterra                    |  |  |       |  |  |                                         |  |  |                                          |  |
|                                          |                                      | Elizabeth di Rhuddlan                          | Eleonora di Castiglia                      |  |  |       |  |  |                                         |  |  |                                          |  |
| Humphrey di Bohun, VII conte di Hereford |                                      | Elizabeth di Rhuddlan                          |                                            |  |  |       |  |  |                                         |  |  |                                          |  |
|                                          |                                      | Bartholomew de Badlesmere, I barone Badlesmere | Gunselm de Badlesmere                      |  |  |       |  |  |                                         |  |  |                                          |  |
|                                          |                                      | Bartholomew de Badlesmere, I barone Badlesmere | Gunselm de Badlesmere                      |  |  |       |  |  |                                         |  |  |                                          |  |
|                                          |                                      | Bartholomew de Badlesmere, I barone Badlesmere | Joan FitzBernard                           |  |  |       |  |  |                                         |  |  |                                          |  |
| Elizabeth de Badlesmere                  |                                      | Bartholomew de Badlesmere, I barone Badlesmere |                                            |  |  |       |  |  |                                         |  |  |                                          |  |
|                                          |                                      | Margaret de Clare                              | Tommaso de Clare                           |  |  |       |  |  |                                         |  |  |                                          |  |
|                                          |                                      | Margaret de Clare                              | Tommaso de Clare                           |  |  |       |  |  |                                         |  |  |                                          |  |
|                                          |                                      | Margaret de Clare                              | Juliana FitzGerald                         |  |  |       |  |  |                                         |  |  |                                          |  |
| Maria di Bohun                           |                                      | Margaret de Clare                              |                                            |  |  |       |  |  |                                         |  |  |                                          |  |
|                                          | Edmund FitzAlan, IX conte di Arundel | Richard FitzAlan, VIII conte di Arundel        |                                            |  |  |       |  |  |                                         |  |  |                                          |  |
|                                          | Edmund FitzAlan, IX conte di Arundel | Richard FitzAlan, VIII conte di Arundel        |                                            |  |  |       |  |  |                                         |  |  |                                          |  |
|                                          | Edmund FitzAlan, IX conte di Arundel | Alice di Saluzzo                               |                                            |  |  |       |  |  |                                         |  |  |                                          |  |
| Richard FitzAlan, X conte di Arundel     | Edmund FitzAlan, IX conte di Arundel |                                                |                                            |  |  |       |  |  |                                         |  |  |                                          |  |
|                                          |                                      | Alice de Warenne                               | William de Warenne                         |  |  |       |  |  |                                         |  |  |                                          |  |
|                                          |                                      | Alice de Warenne                               | William de Warenne                         |  |  |       |  |  |                                         |  |  |                                          |  |
|                                          |                                      | Alice de Warenne                               | Joan de Vere                               |  |  |       |  |  |                                         |  |  |                                          |  |
| Joan FitzAlan                            |                                      | Alice de Warenne                               |                                            |  |  |       |  |  |                                         |  |  |                                          |  |
|                                          |                                      | Enrico Plantageneto, III conte di Lancaster    | Edmondo Plantageneto, I conte di Lancaster |  |  |       |  |  |                                         |  |  |                                          |  |
|                                          |                                      | Enrico Plantageneto, III conte di Lancaster    | Edmondo Plantageneto, I conte di Lancaster |  |  |       |  |  |                                         |  |  |                                          |  |
|                                          |                                      | Enrico Plantageneto, III conte di Lancaster    | Bianca d'Artois                            |  |  |       |  |  |                                         |  |  |                                          |  |
| Eleonora di Lancaster                    |                                      | Enrico Plantageneto, III conte di Lancaster    |                                            |  |  |       |  |  |                                         |  |  |                                          |  |
|                                          |                                      | Maud Chaworth                                  | Patrick Chaworth                           |  |  |       |  |  |                                         |  |  |                                          |  |
|                                          |                                      | Maud Chaworth                                  | Patrick Chaworth                           |  |  |       |  |  |                                         |  |  |                                          |  |
|                                          |                                      | Maud Chaworth                                  | Isabella di Beauchamp                      |  |  |       |  |  |                                         |  |  |                                          |  |
|                                          |                                      | Maud Chaworth                                  |                                            |  |  |       |  |  |                                         |  |  |                                          |  |